# 処女鬼神

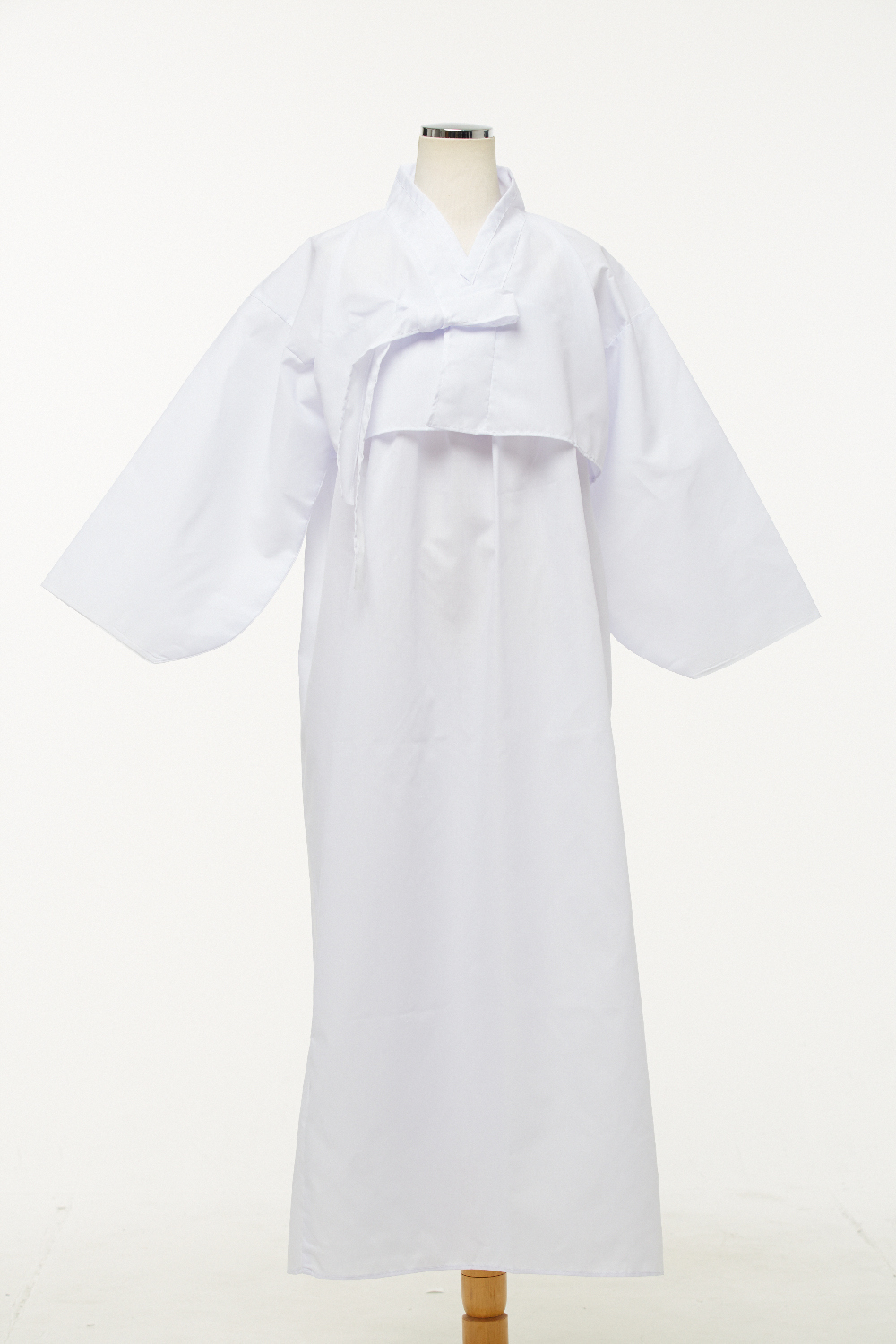
「素服」白い韓服

処女鬼神（しょじょきじん、ハングル: 처녀귀신、Cheonyeogwisin、チヨニヨクイシン）は、韓国の民間伝承と都市伝説に登場する未婚女性の霊。マルミョン、ソンマルミョン、ソンガクシとしても知られている。 
この霊は、「素服」（ハングル:소복）と呼ばれる白い韓服を着た女性としてよく描かれる。 